# Paractis nobilis
Paractis nobilis is een zeeanemonensoort uit de familie Actiniidae. De anemoon komt uit het geslacht Paractis. Paractis nobilis werd in 1869 voor het eerst wetenschappelijk beschreven door Verrill. 